# エドウィン・ジャクソン
エドウィン・ジャクソン・ジュニア（英: Edwin Jackson, Jr., 1983年9月9日 - ）は、旧西ドイツのバイエルン州ノイ＝ウルム出身の元プロ野球選手（投手）。右投右打。愛称はE・ジャックス。
MLB最多記録である14球団でプレーしたジャーニーマン。
2021年開催の東京オリンピック 野球 銀メダリスト。

## 経歴

### プロ入り前
ドイツの米軍基地で生まれた後、アメリカ合衆国のジョージア州コロンバスで過ごす。

### プロ入りとドジャース時代
2001年のMLBドラフト6巡目（全体190位）でロサンゼルス・ドジャースから指名され、6月18日に契約。契約後、傘下のルーキー級ガルフ・コーストリーグ・ドジャースでプロデビュー。12試合（先発2試合）に登板して2勝1敗、防御率2.45、23奪三振を記録した。
2002年はA級サウスジョージア・ウェーブスで19試合に先発登板して5勝2敗、防御率1.98、85奪三振を記録した。
2003年は開幕からAA級ジャクソンビル・サンズでプレーし、27試合に先発登板して7勝7敗、防御率3.70、157奪三振を記録した。9月8日にドジャースとメジャー契約を結び、翌9日の20歳の誕生日に、アリゾナ・ダイヤモンドバックス戦で先発起用されメジャーデビュー。6回を投げ、4安打1失点の好投でメジャー初勝利を挙げた。この年メジャーでは4試合（先発3試合）に登板して2勝1敗、防御率2.45、19奪三振を記録した。
2004年3月5日にドジャースと1年契約に合意。4月4日にAAA級ラスベガス・フィフティワンズへ異動し、そのまま開幕を迎えた。6月2日にメジャーへ昇格。同日のミルウォーキー・ブルワーズ戦では5回を1失点に抑え、シーズン初勝利を挙げたが、6月4日にAAA級ラスベガスへ降格した。7月3日に再昇格し、同日のアナハイム・エンゼルス戦に登板したが、2回裏2死の場面で右腕の痛みを訴え降板。翌日には「痛みはない」と話し、7月8日のヒューストン・アストロズ戦に登板した。この試合は5回を2安打2失点に抑え2勝目を記録し、その後も先発ローテーション5番手として起用される予定だったが、右腕の痛みを再び訴え、7月17日に15日間の故障者リスト入りした。9月7日に復帰。復帰後は5試合（先発は2試合）に登板したが、防御率10.38と結果を残せず、ポストシーズンのロースターには選ばれなかった。この年は8試合（先発5試合）に登板して2勝1敗、防御率7.30、16奪三振を記録した。
2005年2月28日にドジャースと1年契約に合意。3月26日にAAA級ラスベガスへ異動し、そのまま開幕を迎えた。AAA級ラスベガスでは12試合に登板して3勝7敗、防御率8.62と低迷。6月にAA級ジャクソンビルへ降格した。AA級ジャクソンビルでは11試合に先発登板して6勝4敗、防御率3.48、44奪三振を記録した。8月21日にメジャーへ昇格。昇格後はローテーションに定着した。この年メジャーでは7試合（先発6試合）に登板して2勝2敗、防御率6.28、13奪三振を記録した。

### レイズ時代

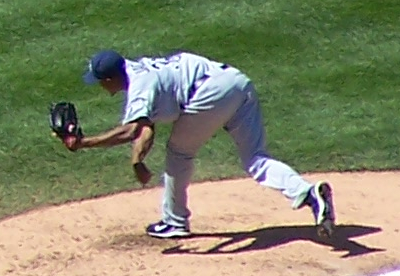
タンパベイ・レイズ時代
(2008年4月5日)

2006年1月14日にランス・カーター、ダニス・バエスとのトレードで、チャック・ティファニーと共にタンパベイ・デビルレイズへ移籍した。3月3日にデビルレイズと1年契約に合意。4月1日に傘下のAAA級ダーラム・ブルズへ異動し、そのまま開幕を迎えた。4月22日にメジャーへ昇格。同日のテキサス・レンジャーズ戦で登板したが、25日にマーク・ヘンドリクソンが故障者リストから復帰したため、AAA級ダーラムへ降格。6月20日に再昇格した。リリーフとして16試合に登板したが、防御率6.87と結果を残せず、8月6日にダン・ミセリが故障者リストから復帰したため、AAA級ダーラムへ降格。9月2日に再昇格した。この年は23試合に登板し、防御率5.45だった。
2007年2月20日にデビルレイズと1年契約に合意。この年は32試合に登板したが、5勝15敗、防御率5.76だった。
2008年は開幕から先発ローテーション4番手として登板していたが、6月5日のボストン・レッドソックス戦で起こった乱闘騒ぎに加わり、翌6日にMLB機構から5試合の出場停止処分を受けた。この年は32試合に登板し、チームトップの14勝（11敗）を挙げ、リーグ優勝に貢献。しかし、防御率4.42は全員が二桁勝利を成し遂げたチームの先発ローテーションの中で一番悪く、14勝目に至ってはレギュラーシーズン最終戦での調整登板で9回に登板して同点に追いつかれた後にチームが勝ち越して手にしたもので、結果的にこの勝ち星がディビジョンシリーズでロースターから外され、以後のプレーオフでも先発登板を回避される皮肉なものとなった。

### タイガース時代

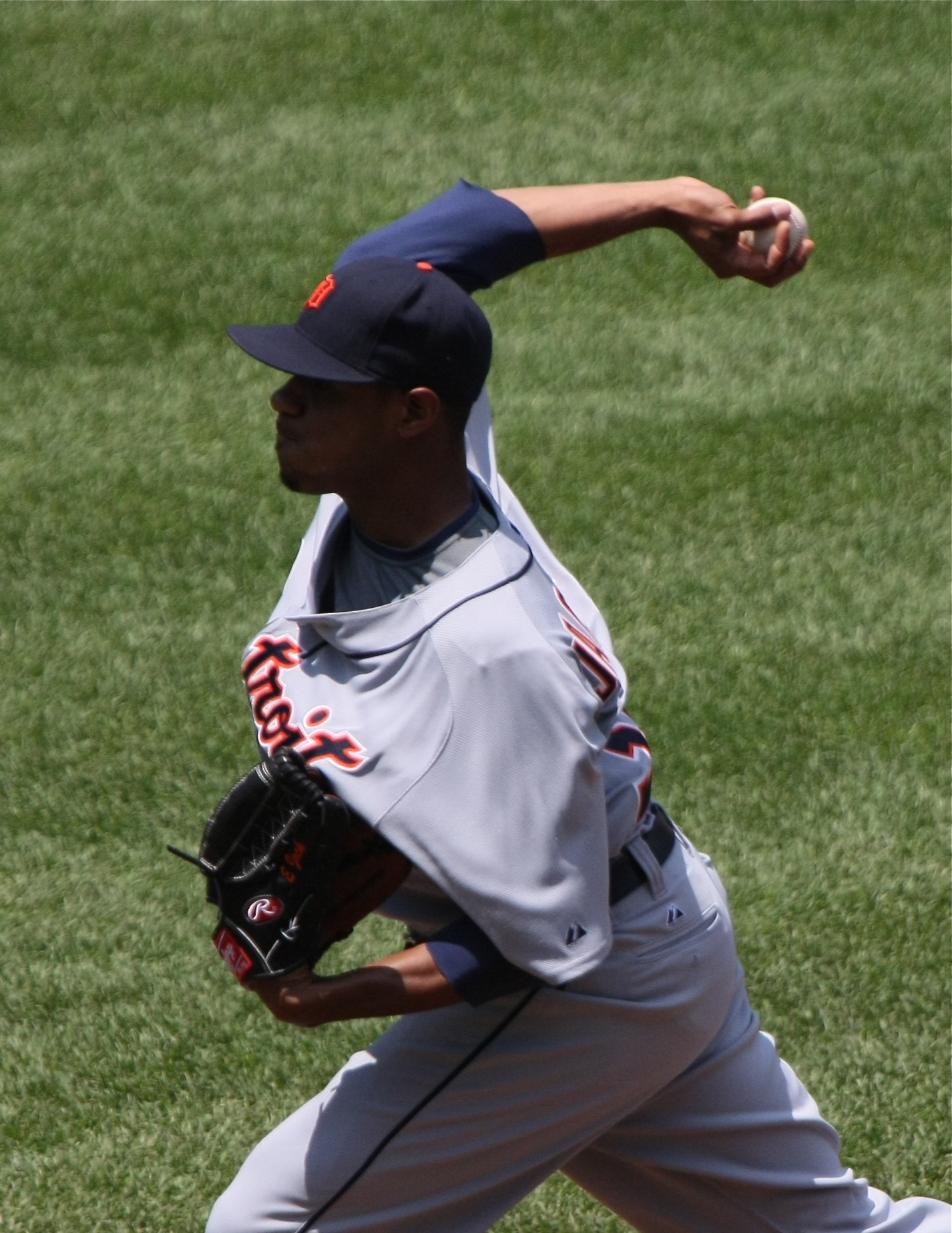
デトロイト・タイガース時代
(2009年5月31日)

2008年12月10日にマット・ジョイスとのトレードで、デトロイト・タイガースへ移籍した。
2009年の前半戦は18試合に登板。7勝4敗、防御率2.52の成績を残し、オールスターに初選出された。この年は33試合に先発登板して13勝9敗、防御率3.62、161奪三振を記録した。

### ダイヤモンドバックス時代

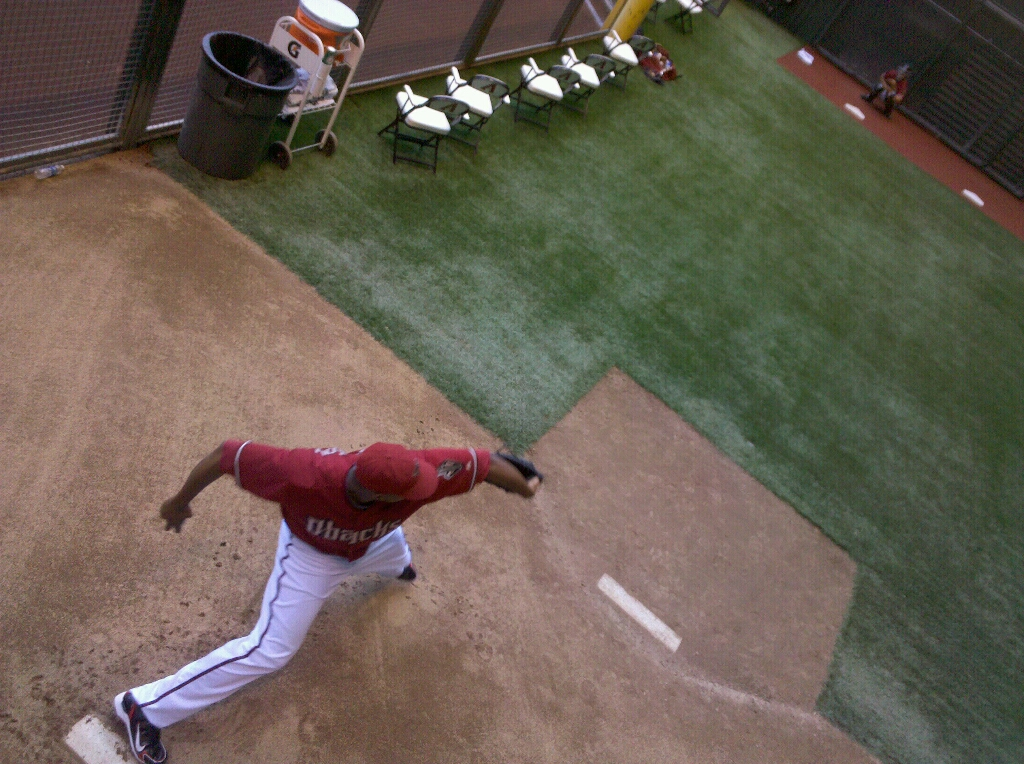
アリゾナ・ダイヤモンドバックス時代
(2010年4月11日)

2009年12月9日、タイガース、ダイヤモンドバックス、ニューヨーク・ヤンキースを交えた三角トレードによって、マックス・シャーザー、ダニエル・シュレーレスとのトレードで、ダイヤモンドバックスへ移籍した。
2010年6月25日のレイズ戦で8四球1死球で投球数149、6奪三振ながら、ランディ・ジョンソンに次ぐチーム史上2人目のノーヒットノーランを達成した（ただしジョンソンは完全試合）。ダイヤモンドバックスでは21試合に先発登板して6勝10敗、防御率5.16、104奪三振を記録した。

### ホワイトソックス時代

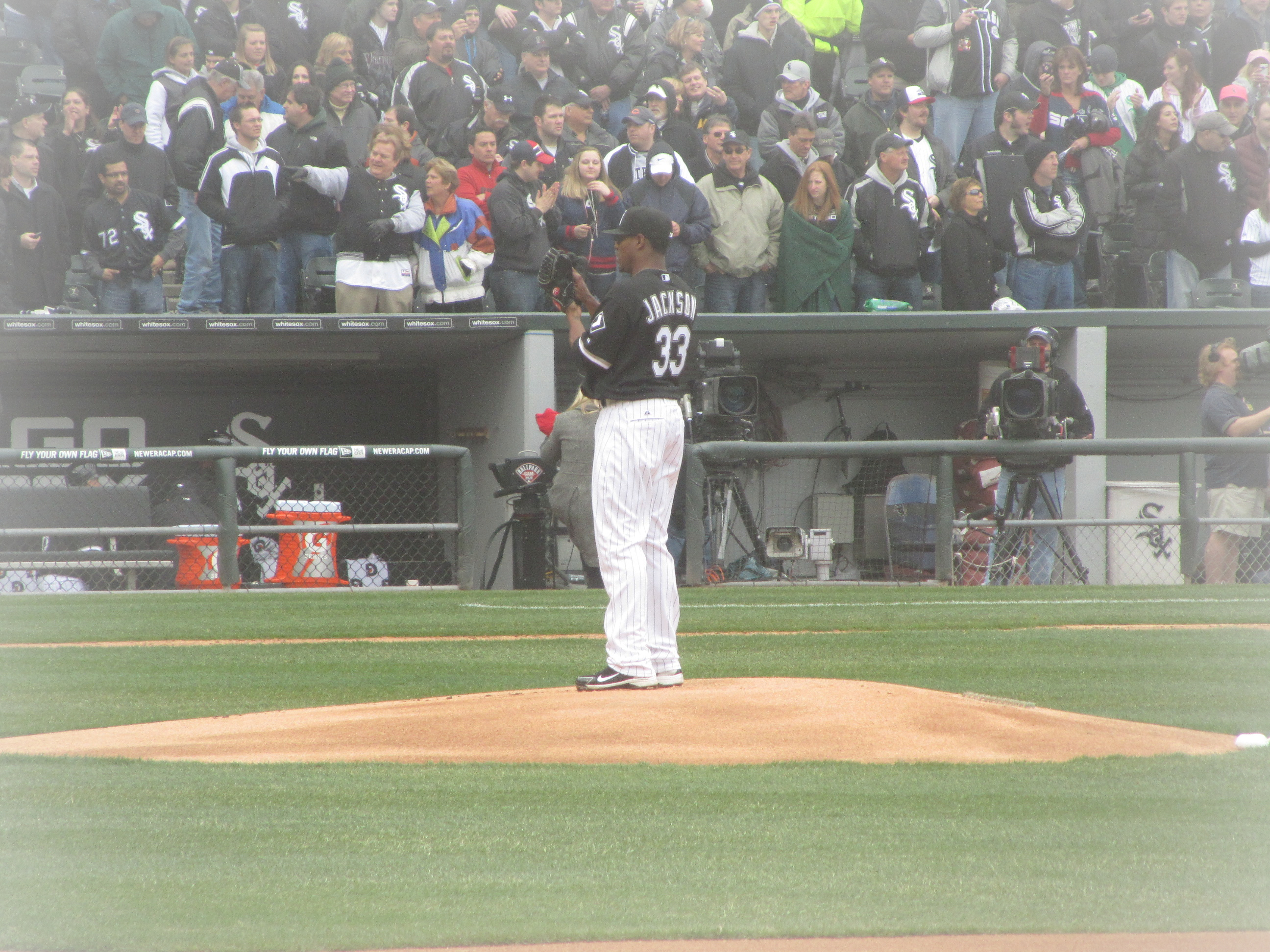
シカゴ・ホワイトソックス時代
(2011年4月7日)

2010年7月30日にダニエル・ハドソン、デビッド・ホルムバーグとのトレードで、シカゴ・ホワイトソックスへ移籍した。移籍後は11試合に先発して4勝2敗、防御率3.24、WHIP1.21と好投した。
2011年は19試合に先発登板して7勝7敗、防御率3.92、WHIP1.42を記録した。

### カージナルス時代

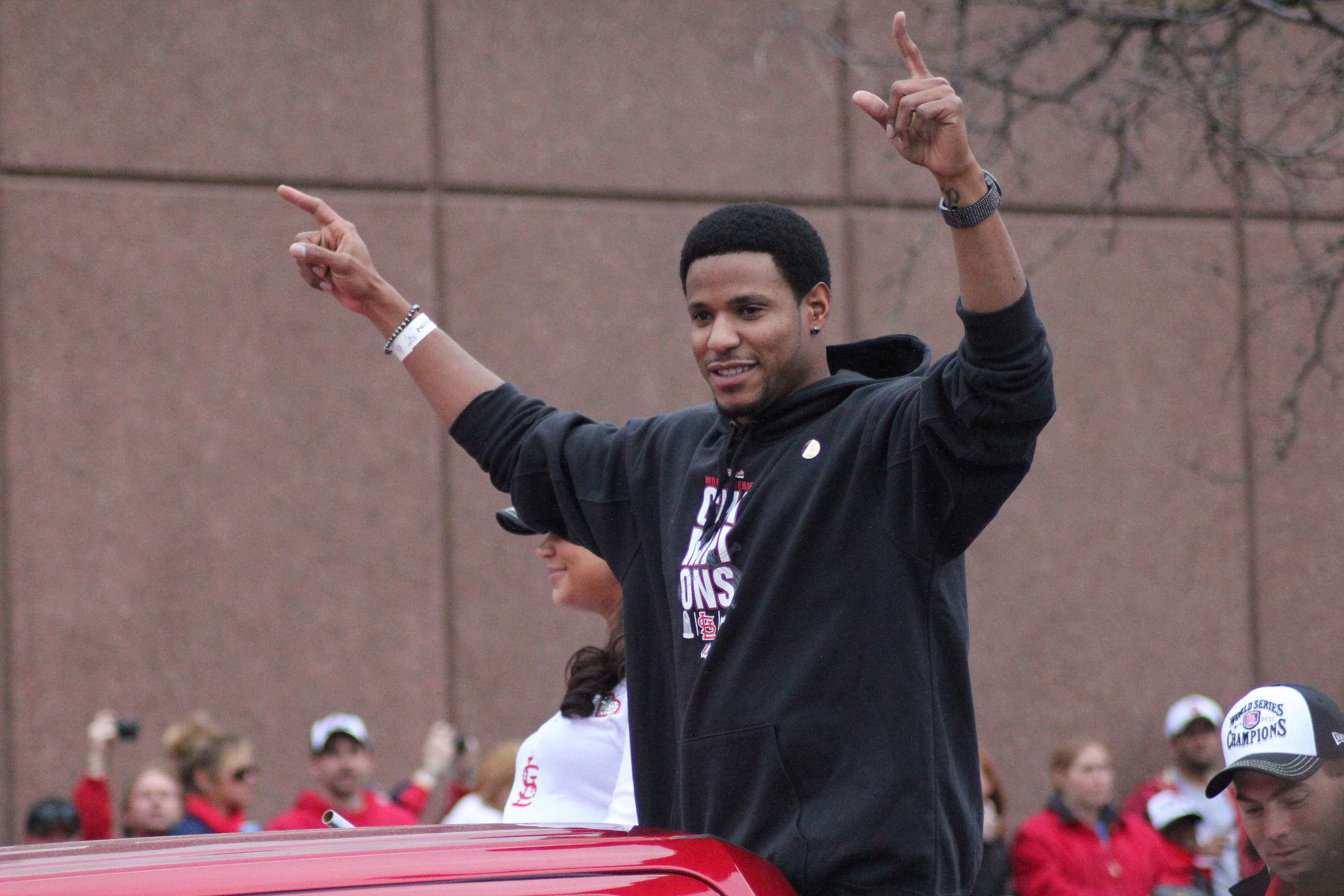
セントルイス・カージナルス時代
(2011年10月30日)

2011年7月27日にジェイソン・フレイザー、ザック・スチュワートとのトレードで、マーク・ティーエンと共にトロント・ブルージェイズへ移籍したが、同日にブライアン・タレット、P.J.ウォルターズ、トレバー・ミラー、コルビー・ラスムスとのトレードで、オクタビオ・ドーテル、コーリー・パターソンと共にセントルイス・カージナルスへ移籍した。移籍後は13試合（先発12試合）に登板して5勝2敗、防御率3.58、51奪三振を記録した。オフの10月30日にFAとなった。

### ナショナルズ時代

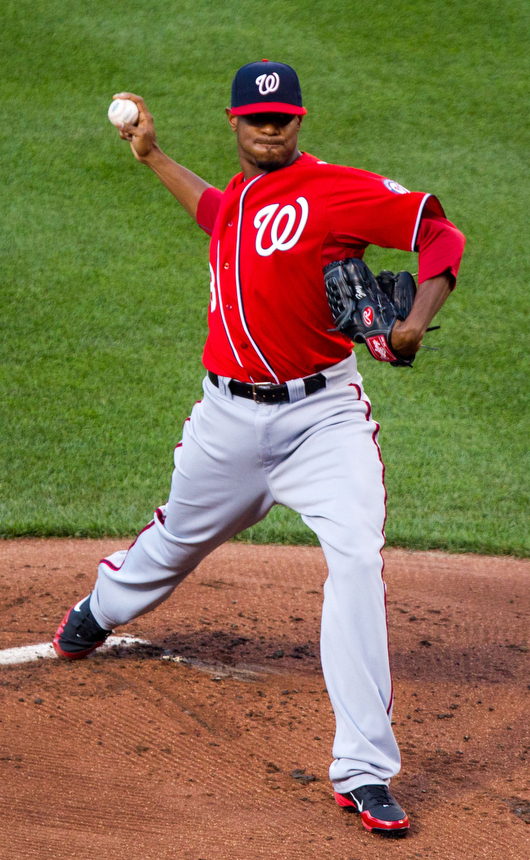
ワシントン・ナショナルズ時代
(2012年6月23日)

2012年2月2日にワシントン・ナショナルズと1年1100万ドルの契約を結んだ。この年は31試合に先発登板して10勝11敗、防御率4.03、WHIP1.22を記録した。オフの10月29日にFAとなった。

### カブス時代
2013年1月2日にシカゴ・カブスと総額5200万ドルの4年契約に合意した。この年は31試合に登板したが、8勝にとどまり、5年連続で記録していた二桁勝利が途切れた。18敗はリーグ最多となり、防御率は4.98だった。
2014年も引き続きカブスの先発ローテーションで28試合に登板（27試合が先発登板）したが、防御率が更に悪化し、6.00を超えた（6.33）。15敗はリーグワースト3位、WHIPも1.64であり、2年連続で不振に終わった。また、規定投球回未達に終わったのは実に7年ぶりだった。
2015年はリリーフとして起用されるが好不調の激しい投球が続く。7月20日にDFAとなり、27日に自由契約となった。移籍までに23試合にリリーフ登板し、2勝1敗、防御率3.19という成績を記録した。また、31投球回で被本塁打0であった。

### ブレーブス時代
2015年8月14日にアトランタ・ブレーブスとメジャー契約を結んだ。11月2日にFAとなった。移籍後もリリーフ専任で投げ、24試合に投げた安定感が増した。カブス時代とは打って変わって、242⁄3回で本塁打を4本打たれたものの、防御率2.92・WHIP0.93という素晴らしい数値を記録した。カブスとの通算では47試合にリリーフ登板し、4勝3敗1セーブ、防御率3.07、WHIP1.17という内容であり、キャリア初のリリーフ専門のロールを見事にこなした。

### マーリンズ時代
2016年1月13日にマイアミ・マーリンズと1年契約を結んだ。5月31日にDFA、6月2日にFAとなった。

### パドレス時代
2016年6月20日にサンディエゴ・パドレスとマイナー契約を結び、25日に傘下のAAA級エル・パソ・チワワズへ配属された。7月17日にメジャー契約を結んでアクティブ・ロースター入りし、同日のサンフランシスコ・ジャイアンツ戦で先発して61⁄3回を3失点の投球で移籍後初登板初勝利を挙げた。オフの11月3日にFAとなった。

### オリオールズ時代
2017年4月5日にボルチモア・オリオールズとマイナー契約を結んだ。傘下のAAA級ノーフォーク・タイズで12試合に登板後、6月7日にメジャー契約を結んでアクティブ・ロースター入りした。6月11日にDFAとなり、13日にFAとなった。

### ナショナルズ復帰
2017年6月15日にナショナルズとマイナー契約を結び、19日に傘下のAAA級シラキュース・チーフスへ配属された。7月18日にメジャー契約を結び、同日のロサンゼルス・エンゼルス戦で先発して7回2失点の投球で勝利投手となった。しかしその後は打ち込まれる試合も多く、13試合先発で5勝6敗、防御率5.07に終わった。オフの11月2日にFAとなった。

### アスレチックス時代
2018年6月6日にオークランド・アスレチックスとマイナー契約を結び、傘下のAAA級ナッシュビル・サウンズへ配属された。6月25日にメジャー契約を結んでアクティブ・ロースター入りした。同日のタイガース戦で先発登板し、MLB最多タイ記録の13球団でプレーした選手となった。この年は17試合に先発登板して6勝3敗、防御率3.33、68奪三振を記録した。オフの10月29日にFAとなったが、2019年4月12日に再びアスレチックスとマイナー契約を結んだ。

### ブルージェイズ時代
2019年5月11日に金銭トレードで、ブルージェイズへ移籍した。
2019年5月15日に先発登板して、これまで所属球団13チームで並んでいたオクタビオ・ドーテルを抜いて所属球団の最多記録14チームの新記録を更新した。7月16日にDFAとなり、19日にFAとなった。

### タイガース復帰
2019年7月21日にタイガースとマイナー契約を結んだ。傘下のAAA級トレド・マッドヘンズに配属された後、8月9日にメジャー契約を結んでアクティブ・ロースター入りし、同日のカンザスシティ・ロイヤルズ戦では先発して勝利投手となった。オフの10月31日にFAとなった。

### タイガース退団後
2020年2月3日にダイヤモンドバックスとマイナー契約を結び、スプリングトレーニングに招待選手として参加することになった。5月に自由契約となった。
2021年5月23日に東京オリンピックのアメリカ大陸予選に挑む野球アメリカ合衆国代表に選出され、7月2日に発表された本選の代表メンバーにも名を連ねた。またオリンピックの準備のため、7月に独立リーグ・アトランティックリーグのハイポイント・ロッカーズとスポット契約を結び、1試合に登板した。オリンピック本戦ではグループリーグの韓国戦とノックアウトステージの日本戦の2試合に登板した。

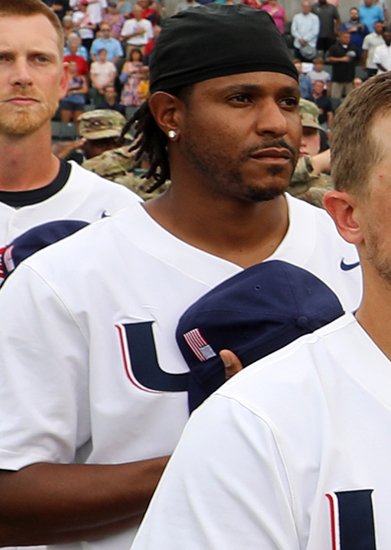
オリンピックにアメリカ代表として出場するジャクソン

2022年9月9日に自身のSNS上で現役引退を表明した。

## 投球スタイル
上腕筋を痛めて球速を落とした経験があるが、タイガース移籍後の2009年には球威が復活し、最速100mphの速球を武器に活躍している。変化球ではスライダーが決め球で、チェンジアップやカーブも操る。

## 詳細情報

### 年度別投手成績
| 年 度     | 球 団     | 登 板 | 先 発 | 完 投 | 完 封 | 無 四 球 | 勝 利 | 敗 戦 | セ 丨 ブ | ホ 丨 ル ド | 勝 率 | 打 者 | 投 球 回 | 被 安 打 | 被 本 塁 打 | 与 四 球 | 敬 遠 | 与 死 球 | 奪 三 振 | 暴 投 | ボ 丨 ク | 失 点 | 自 責 点 | 防 御 率 | W H I P |
| --------- | --------- | ----- | ----- | ----- | ----- | -------- | ----- | ----- | -------- | ----------- | ----- | ----- | -------- | -------- | ----------- | -------- | ----- | -------- | -------- | ----- | -------- | ----- | -------- | -------- | ------- |
| 2003      | LAD       | 4     | 3     | 0     | 0     | 0        | 2     | 1     | 0        | 0           | .667  | 91    | 22.0     | 17       | 2           | 11       | 1     | 1        | 19       | 3     | 0        | 6     | 6        | 2.45     | 1.27    |
| 2004      | LAD       | 8     | 5     | 0     | 0     | 0        | 2     | 1     | 0        | 0           | .667  | 113   | 24.2     | 31       | 7           | 11       | 1     | 0        | 16       | 0     | 0        | 20    | 20       | 7.30     | 1.70    |
| 2005      | LAD       | 7     | 6     | 0     | 0     | 0        | 2     | 2     | 0        | 0           | .500  | 134   | 28.2     | 31       | 2           | 17       | 0     | 1        | 13       | 2     | 1        | 22    | 20       | 6.28     | 1.67    |
| 2006      | TB        | 23    | 1     | 0     | 0     | 0        | 0     | 0     | 0        | 0           | ----  | 174   | 36.1     | 42       | 2           | 25       | 0     | 1        | 27       | 3     | 1        | 27    | 22       | 5.45     | 1.84    |
| 2007      | TB        | 32    | 31    | 1     | 1     | 0        | 5     | 15    | 0        | 0           | .250  | 755   | 161.0    | 195      | 19          | 88       | 3     | 4        | 128      | 7     | 1        | 116   | 103      | 5.76     | 1.76    |
| 2008      | TB        | 32    | 31    | 0     | 0     | 0        | 14    | 11    | 0        | 0           | .560  | 792   | 183.1    | 199      | 23          | 77       | 1     | 2        | 108      | 7     | 1        | 91    | 90       | 4.42     | 1.51    |
| 2009      | DET       | 33    | 33    | 1     | 0     | 0        | 13    | 9     | 0        | 0           | .591  | 890   | 214.0    | 200      | 27          | 70       | 3     | 5        | 161      | 6     | 0        | 93    | 86       | 3.62     | 1.26    |
| 2010      | ARI       | 21    | 21    | 1     | 1     | 0        | 6     | 10    | 0        | 0           | .375  | 587   | 134.1    | 141      | 13          | 60       | 2     | 5        | 104      | 13    | 0        | 80    | 77       | 5.16     | 1.50    |
| 2010      | CWS       | 11    | 11    | 0     | 0     | 0        | 4     | 2     | 0        | 0           | .667  | 315   | 75.0     | 73       | 8           | 18       | 2     | 1        | 77       | 7     | 0        | 31    | 27       | 3.24     | 1.21    |
| '10計     | CWS       | 32    | 32    | 1     | 1     | 0        | 10    | 12    | 0        | 0           | .455  | 902   | 209.1    | 214      | 21          | 78       | 4     | 6        | 181      | 20    | 0        | 111   | 104      | 4.47     | 1.39    |
| 2011      | CWS       | 19    | 19    | 1     | 1     | 0        | 7     | 7     | 0        | 0           | .500  | 522   | 121.2    | 134      | 8           | 39       | 2     | 0        | 97       | 7     | 1        | 55    | 53       | 3.92     | 1.42    |
| 2011      | STL       | 13    | 12    | 0     | 0     | 0        | 5     | 2     | 0        | 0           | .714  | 339   | 78.0     | 91       | 8           | 23       | 2     | 2        | 51       | 2     | 1        | 37    | 31       | 3.58     | 1.46    |
| '11計     | STL       | 32    | 31    | 1     | 1     | 0        | 12    | 9     | 0        | 0           | .571  | 861   | 199.2    | 225      | 16          | 62       | 4     | 2        | 148      | 9     | 2        | 92    | 4        | 3.79     | 1.44    |
| 2012      | WSH       | 31    | 31    | 1     | 0     | 0        | 10    | 11    | 0        | 0           | .476  | 790   | 189.2    | 173      | 23          | 58       | 5     | 2        | 168      | 3     | 0        | 90    | 85       | 4.03     | 1.22    |
| 2013      | CHC       | 31    | 31    | 0     | 0     | 0        | 8     | 18    | 0        | 0           | .308  | 777   | 175.1    | 197      | 16          | 59       | 7     | 5        | 135      | 14    | 0        | 110   | 97       | 4.98     | 1.46    |
| 2014      | CHC       | 28    | 27    | 0     | 0     | 0        | 6     | 15    | 0        | 0           | .286  | 633   | 140.2    | 168      | 18          | 63       | 3     | 3        | 123      | 9     | 0        | 105   | 99       | 6.33     | 1.64    |
| 2015      | CHC       | 23    | 0     | 0     | 0     | 0        | 2     | 1     | 0        | 0           | .667  | 134   | 31.0     | 30       | 0           | 12       | 1     | 1        | 23       | 3     | 1        | 14    | 11       | 3.19     | 1.36    |
| 2015      | ATL       | 24    | 0     | 0     | 0     | 0        | 2     | 2     | 1        | 5           | .500  | 94    | 24.2     | 14       | 4           | 9        | 0     | 0        | 17       | 2     | 0        | 11    | 8        | 2.92     | 0.93    |
| '15計     | ATL       | 47    | 0     | 0     | 0     | 0        | 4     | 3     | 1        | 5           | .571  | 228   | 55.2     | 44       | 4           | 21       | 1     | 1        | 40       | 5     | 1        | 25    | 19       | 3.07     | 1.17    |
| 2016      | MIA       | 8     | 0     | 0     | 0     | 0        | 0     | 1     | 0        | 0           | .000  | 47    | 10.2     | 13       | 2           | 6        | 1     | 0        | 7        | 1     | 0        | 7     | 7        | 5.91     | 1.78    |
| 2016      | SD        | 13    | 13    | 0     | 0     | 0        | 5     | 6     | 0        | 0           | .455  | 326   | 73.1     | 79       | 12          | 35       | 2     | 1        | 54       | 5     | 0        | 49    | 48       | 5.89     | 1.56    |
| '16計     | SD        | 21    | 13    | 0     | 0     | 0        | 5     | 7     | 0        | 0           | .417  | 373   | 84.0     | 92       | 14          | 41       | 3     | 1        | 61       | 6     | 0        | 56    | 55       | 5.89     | 1.58    |
| 2017      | BAL       | 3     | 0     | 0     | 0     | 0        | 0     | 0     | 0        | 0           | ----  | 29    | 5.0      | 11       | 2           | 4        | 0     | 0        | 2        | 0     | 0        | 7     | 4        | 7.20     | 3.00    |
| 2017      | WSH       | 13    | 13    | 0     | 0     | 0        | 5     | 6     | 0        | 0           | .455  | 310   | 71.0     | 75       | 18          | 25       | 2     | 0        | 58       | 3     | 0        | 46    | 40       | 5.07     | 1.41    |
| '17計     | WSH       | 16    | 13    | 0     | 0     | 0        | 5     | 6     | 0        | 0           | .455  | 339   | 76.0     | 86       | 20          | 29       | 2     | 0        | 60       | 3     | 0        | 53    | 44       | 5.21     | 1.51    |
| 2018      | OAK       | 17    | 17    | 0     | 0     | 0        | 6     | 3     | 0        | 0           | .667  | 381   | 92.0     | 75       | 12          | 37       | 1     | 2        | 68       | 5     | 1        | 37    | 34       | 3.33     | 1.22    |
| 2019      | TOR       | 8     | 5     | 0     | 0     | 0        | 1     | 5     | 0        | 0           | .167  | 144   | 28.1     | 49       | 12          | 13       | 0     | 2        | 19       | 3     | 0        | 41    | 35       | 11.12    | 2.19    |
| 2019      | DET       | 10    | 8     | 0     | 0     | 0        | 2     | 5     | 0        | 0           | .286  | 192   | 39.1     | 56       | 11          | 19       | 0     | 1        | 33       | 3     | 0        | 40    | 37       | 8.47     | 1.91    |
| '19計     | DET       | 18    | 13    | 0     | 0     | 0        | 3     | 10    | 0        | 0           | .231  | 336   | 67.2     | 105      | 23          | 32       | 0     | 3        | 52       | 6     | 0        | 81    | 72       | 9.58     | 2.02    |
| MLB：17年 | MLB：17年 | 412   | 318   | 5     | 3     | 0        | 107   | 133   | 1        | 5           | .446  | 8569  | 1960.0   | 2094     | 249         | 779      | 39    | 39       | 1508     | 108   | 8        | 1135  | 1040     | 4.78     | 1.47    |

- 2019年度シーズン終了時
- 各年度の太字はリーグ最高

### 年度別守備成績
| 年 度 | 球 団 | 投手（P） | 投手（P） | 投手（P） | 投手（P） | 投手（P） | 投手（P） |
| 年 度 | 球 団 | 試 合     | 刺 殺     | 補 殺     | 失 策     | 併 殺     | 守 備 率  |
| ----- | ----- | --------- | --------- | --------- | --------- | --------- | --------- |
| 2003  | LAD   | 4         | 0         | 3         | 0         | 0         | 1.000     |
| 2004  | LAD   | 8         | 2         | 6         | 0         | 1         | 1.000     |
| 2005  | LAD   | 7         | 0         | 2         | 0         | 0         | 1.000     |
| 2006  | TB    | 23        | 3         | 3         | 0         | 1         | 1.000     |
| 2007  | TB    | 32        | 11        | 14        | 2         | 0         | .926      |
| 2008  | TB    | 32        | 19        | 11        | 1         | 5         | .968      |
| 2009  | DET   | 33        | 16        | 11        | 4         | 3         | .871      |
| 2010  | ARI   | 21        | 11        | 13        | 3         | 0         | .889      |
| 2010  | CWS   | 11        | 6         | 2         | 2         | 0         | .800      |
| '10計 | CWS   | 32        | 17        | 15        | 5         | 0         | .865      |
| 2011  | CWS   | 19        | 4         | 18        | 2         | 0         | .917      |
| 2011  | STL   | 13        | 8         | 10        | 1         | 2         | .947      |
| '11計 | STL   | 32        | 12        | 28        | 3         | 2         | .930      |
| 2012  | WSH   | 31        | 17        | 20        | 3         | 1         | .925      |
| 2013  | CHC   | 31        | 16        | 24        | 4         | 1         | .909      |
| 2014  | CHC   | 28        | 12        | 20        | 1         | 1         | .970      |
| 2015  | CHC   | 23        | 2         | 4         | 1         | 0         | .857      |
| 2015  | ATL   | 24        | 0         | 2         | 0         | 0         | 1.000     |
| '15計 | ATL   | 47        | 2         | 6         | 1         | 0         | .889      |
| 2016  | MIA   | 8         | 1         | 1         | 0         | 0         | 1.000     |
| 2016  | SD    | 13        | 4         | 4         | 2         | 0         | .800      |
| '16計 | SD    | 21        | 5         | 5         | 2         | 0         | .833      |
| 2017  | BAL   | 3         | 0         | 0         | 1         | 0         | .000      |
| 2017  | WSH   | 13        | 1         | 7         | 1         | 0         | .889      |
| '17計 | WSH   | 16        | 1         | 7         | 2         | 0         | .800      |
| 2018  | OAK   | 17        | 6         | 10        | 2         | 2         | .889      |
| 2019  | TOR   | 8         | 3         | 2         | 0         | 0         | 1.000     |
| 2019  | DET   | 10        | 2         | 0         | 1         | 0         | .667      |
| '19計 | DET   | 18        | 5         | 2         | 1         | 0         | .875      |
| MLB   | MLB   | 412       | 144       | 187       | 31        | 17        | .914      |

- 2019年度シーズン終了時

### 記録
- MLBオールスターゲーム選出：1回（2009年）

### 代表歴
- 2020年東京オリンピックの野球競技・アメリカ合衆国代表

### 背番号
- 36（2003年、2006年 - 2010年途中、2013年 - 2015年途中、2016年 - 同年途中）
- 22（2004年、2011年途中 - 同年終了）
- 58（2005年）
- 33（2010年途中 - 2011年途中、2012年、2016年途中 - 同年終了、2019年 - 同年7月15日）
- 34（2015年途中 - 同年終了）
- 28（2017年 - 同年途中）
- 40（2017年途中 - 同年終了）
- 37（2018年）
- 19（2019年8月9日 - 同年終了）